# シー・ユー・チェン
シー・ユー・チェン（Sy Chen、帰化後姓名：立川サイ）は、多数の企業ブランディングを手掛けるブランドコンサルタント会社、株式会社シー・アイ・エー (CIA Inc.) の創立者兼Chief Integrating Officer及びThe Brand Architect Group日本オフィスの創立者である。北京で生まれ、2014年（平成26年）に日本国籍を取得した。

## 経歴
1947年に北京の豪商の家で生まれ、5歳で両親とともに東京へ移住する。父親は貨物船を所有し、東南アジアを相手に貿易商を営んだ。共産党軍の進軍により香港に逃れ、東京に来るまで九龍デヴォン・ロードの邸宅で暮らした。香港の事業を長男に預けて事業拡大のため日本に移住した父母に伴い来日、映画『陽のあたる坂道』の撮影にも使われた田園調布の洋館に住まい、田園調布小学校へ入学し、英語を身につけるために5年生で調布のアメリカン・スクールに転校した。13歳のとき父が心臓麻痺で急死し、母親が投資ビジネスなどを展開し引き継ぐ。学友とコピーバンドで活動した60年代半ばに、成毛滋の「ザ・フィンガーズ」に誘われて加わり、上智大学国際学部に通いながらバンド活動を続けたが解散する。大学を中退して渡米するとヒッピー文化の洗礼を受け、帰国後にミュージカル『ヘアー』日本公演のメンバーとなる。
1970 - 80年代に、日本のファッションを引率したアルファキュービックの米国法人代表として27歳で妻子とともにロサンゼルスへ移住する。ビバリーヒルズのロデオドライブに店を構えたが利益が出ず、日本本社の資金繰りも悪化したため退社する。雑誌『POPEYE』と『BRUTUS』（ともに平凡出版）の海外企画に携わるうちに、ロサンゼルスで今までにないレストラン・バー・ギャラリーをつくりたいと思い、1980年にレストラン「チャイナクラブ」を開店して自ら経営する。140坪にアールデコ調インテリアとペーター佐藤のイラストを配したチャイナクラブで、「ノーテイスト・ノースタイル・ノーサービス（テイストもスタイルもない人にはサービスしない）」を掲げ、アンディ・ウォーホル、キース・ヘリングなど当時の有名人が集まる人気レストランとなる。2年ほどで人気に陰りが出てきた頃、神戸ポートアイランドに本社ビルを建設中であったワールドの寺井秀藏に呼ばれて単身帰国し、最上階のレストランを手掛ける。
東京へ戻ると1984年に株式会社シー・アイ・エー (CIA Inc.) を設立する。バブル景気の波に乗り、設立当初はイギリス人建築家ナイジェル・コーツを起用した六本木のレストラン「メトロポール」や「小樽ホテル」などの空間プロデュースを中心に活動し、1990年代前半から「ワイルドブルーヨコハマ」や福岡ドームスポーツバー「ビッグライフ」など大規模商業施設のプロジェクトを手掛けたが、バブル景気崩壊により休業する。
景気急落で不動産価格が下落すると海外企業の日本進出が増え、1990年代後半から2000年代前半にギャップやナイキなど海外リテーラーの日本進出店舗展開や、ユニクロの東証一部上場に向けたマーケティング戦略、青山フラワーマーケットのブランド構築などを手掛ける。
のちに上島珈琲店、出光興産、三菱東京UFJ銀行などのブランド開発や再構築、大崎ThinkParkなどの都市再開発ブランディング、クロスカンパニーの郊外マーケティング戦略構築、日本初の耐火木造商業施設Southwood、などを手掛け、格安航空会社で注目されているPeach Aviationの総合ブランディングでアメリカ人建築家ニール・ディナーリを起用して機体をデザインした。現在はサクラクレパスの新文具ブランド「サクラクラフトラボ」のブランド&プロダクト開発、出光興産の合弁ブランド開発、Globe Specsの店舗設計、NTTのテックシティ開発、２０２２年９月よりクロネコヤマトの新ユニフォーム開発を相澤陽介氏を起用して手掛ける。その後DTFTAと業務提携しCIA Inc.をグループインする。

## エピソード
学生時代にプロのベーシストを目指して成毛滋、柳田ヒロ、エディー・フォルチューノらとバンドで活動し、成毛滋らのバンド「ザ・フィンガーズ」にはベーシストとして参加した。
少女時代にザ・フィンガーズの追っかけをしていた松任谷由実に、「ユーミン」のニックネームを与えた。当時流行していたムーミンにかけて中国語で「有名」を意味するニックネームをつけた、とチェンは語る。のちに彼女を作曲家の村井邦彦へ紹介してレコード・デビューの橋渡し役となる。
菊池武夫とワールドの提携を企画し、西麻布のTAKEO KIKUCHIビルの店舗設計をナイジェル・コーツとプロデュースした。

## 主なプロジェクト

### 1980年代
- メトロポール （レストラン／建築家：ナイジェル・コーツ）
- タケオキクチ （レテール、クラブ、バーバー／建築家：ナイジェル・コーツ）
- カフェボンゴ （日本最初のDJラウンジ/建築家：ナイジェル・コーツ）
- ノアの方舟 （レストラン/建築家：ナイジェル・コーツ）
- 小樽ホテル （ホテル/ 建築家：ナイジェル・コーツ）
- 文明楼 （メンバーシップ・クラブ）

### 1990年代
- ザ・ウオール （商業ビル/建築家ナイジェル・コーツ）
- カメール （建築家：フレドリック・フィッシャー）
- ワイルドブルーヨコハマ （アートディレクター：リック・セイリーニ）
- 福岡ドーム ビッグライフ （建築家：ジョッシュ・シワイザー）
- セゴビア・ゴルフクラブ （建築家：アルフレード・アリーバス）
- ブルー （クラブ）
- フランク・ロイド・ライトのオーガニック・ハウス （フランクロイド財団）
- ギャップ （渋谷フラッグシップ・ストア）
- ナイキ （ナイキコンセプト・ストア全国展開）
- ユニクロ （雛形ブランディング開発）
- 青山フラワーマーケット （総合ブランディング）
- 龍雲院 （リトリート・レジデンス/ 建築家：シーユー・チェン＆武松幸治）
- リトリート・クラフト （リトリート/建築家：シーユー・チェン＆武松幸治）

### 2000年代
- ユーハイム （フラッグシップストア開発）
- CIAL （レニューアル開発）
- 上島珈琲店（UCC上島珈琲）（プロトタイプ開発）
- 三菱東京UFJ銀行 プライベート・バンキング・オフィス （全国展開）
- ARGO （建築家：武松幸治）
- LINN （フラッグシップ開発）
- 出光興産 （フラッグシップ開発）
- ThinkPark （トータル・ブランディング）
- マネックスグループ/マネックスFX （ブランディング開発）

### 2010年代
- Peach Aviation （トータル・ブランディング/ 機体デザイン：ニール・デナーリ）
- earth music&ecology （リテール/ インテリア・デザイン：Cremé Design）
- Southwood （耐火木造建築/ 建築家：武松幸治）
- motovelo （トータル・ブランディング）
- Ozaki Flower Park （リテール/ インテリア・デザイン：島村トモヒロ）
- NIPPON GOCHISO SELECT （トータル・ブランディング）
- YOKU MOKU （ストア開発）
- SAKURA craft_lab （プロダクト・ブランディング/デザイン：Yu Matsuda）
- Globe Specs （リテール/インテリア・デザイン：澁谷聰、島村トモヒロ）
- LIBERTÉ Paris （マーケット・エントリー・プロデゥース）

## 著書
- 『インプレサリオ』ダイヤモンド社 2005年

## 主な受賞歴
- 東京都建築士会住宅建築賞 1996年（龍雲院／チェンの当時の自邸/建築家武松幸治との共同企画[7]）
- 文具大賞（受賞したSAKURA Craft_Labのプロダクト・デザインとブランディング担当）
- 日本デザイン賞（受賞したSAKURA Craft_Labのプロダクト開発ブランディング担当）

## 関連人物
- 松任谷由実
- ナイジェル・コーツ（建築家）
- 柴田良三（アルファキュービック代表）
- ジム・ワーロッド
- 澤田貴司